# 亨利·哈姆立克
亨利·猶大·哈姆立克（英語：Henry Judah Heimlich，1920年2月3日—2016年12月17日）是美國外科醫生，是美國一家猶太醫院的外科主任，為哈姆立克急救法發明者。他在1974年的《Emergency Medicine》上發表了这一发明。
2016年5月22日，96歲的哈姆立克醫師在餐廳用餐時碰上一位因為噎到，需要急救的87歲老人，便親自使用自己發明的哈姆立克急救法來施救、並保住對方的性命，這是哈姆立克醫師第二次在急救中實際使用這個方法。
2016年12月17日清晨因心臟病發作的併發症，病逝辛辛那提市一家醫院，享耆壽96歲。

## 外部連結
- Biography page at the Heimlich Institute
- Henry Heimlich Archival Collection Finding Aid
- Peter Heimlich's critical website （页面存档备份，存于）